# Wilfried Bottke
Wilfried Bottke (* 23. Januar 1947 in Göttingen; † 8. August 2010) war ein deutscher Jurist.

## Leben
Bottke studierte zwischen 1966 und 1970 Rechtswissenschaften an der Universität München. Nach den beiden Juristischen Staatsprüfungen 1970 und 1973 war er als wissenschaftlicher Assistent am Lehrstuhl für die gesamte Strafrechtswissenschaft der Universität München tätig. 1978 wurde er dort mit der Dissertation Strafrechtswissenschaftliche Methodik und Systematik bei der Lehre vom strafbefreienden und strafmildernden Täterverhalten zum Dr. iur. promoviert und 1982 mit der Schrift Suizid und Strafrecht habilitiert.
Nach Vertretungsprofessuren in Gießen (1981/82), Passau (1982/83), München (1983) und Mannheim (1983/84) wurde er 1984 an den Lehrstuhl für Strafrecht und Kriminologie an der Universität Mannheim berufen. 1985 folgte er einem Ruf auf den Lehrstuhl für Strafrecht und Kriminologie an der Universität Erlangen-Nürnberg. Von 1986 bis zu seinem Tod war er Ordinarius für Strafrecht, Strafprozessrecht und Kriminologie an der Juristischen Fakultät der Universität Augsburg. An der Hochschule fungierte er von 1995 bis 1999 als Prorektor und von 1999 bis 2007 als Rektor. 2007 übernahm er das Amt des Präsidenten der Universität Augsburg.
2008 wurde er mit dem Bundesverdienstkreuz am Bande ausgezeichnet.